# Keny Bonilla
Keny Anel Bonilla Ayala (nacido el 2 de abril de 2003) es un futbolista panameño que juega como mediocampista, en el Club Atlético Independiente de la Primera División de Panamá.

## Trayectoria

### San Francisco FC
Se formó en las categorías inferiores del San Francisco FC y su debut profesional con el club en la Primera División de Panamá fue el 7 de agosto de 2021 en el empate 1 a 1 contra el Atlético Chiriquí en el Estadio San Cristóbal fue titular y jugó hasta el minuto 65. Aunque contaba con participación en el primer equipo, mantuvo ficha del equipo filial. Por ello disputó minutos en ambos torneos, tanto en primera División, como en segunda división (Liga Prom). Con el segundo equipo jugó el Torneo Apertura 2021, el Clausura 2021, el Apertura 2022, el Clausura 2023, el Apertura 2023, el Clausura 2023 quedando subcampeón de la conferencia oeste. Con el primer equipo jugó el Torneo Clausura 2021 jugando 8 partidos y anotando 1 gol, en el Torneo Apertura 2022 jugó 8 partidos y anotó 2 goles, en el Torneo Clausura 2022 jugó 15 partidos y anotó 2 goles llegando hasta los playoff, en el Torneo Apertura 2023 jugó 11 partidos y anotó 1 gol, en el Torneo Clausura 2023 jugó 5 partidos. Posteriormente solo disputó minutos con el equipo filial durante el Torneo Apertura 2024 y Clausura 2024 ganando la final de Conferencia y posteriormente perdiendo la final del torneo contra el CD Plaza Amador II.

### Veraguas United FC
Fue anunciado su fichaje el 24 de diciembre de 2024 y llegó como agente libre desde el 1 de enero de 2025. Siendo dirigido nuevamente por el entrenador Gonzalo Soto. Siendo titular indiscutible y marcando 2 goles en las primeras tres fechas del Torneo Apertura 2025. Finalizó como uno de los goleadores del torneo con 9 goles anotados y 2 asistencias. A finales del mes de mayo el club decidió rescindir su contrato, tras no presentarse al último partido de la jornada regular. Luego de que el club le otorgará un permiso de 3 días por el nacimiento de su hija.

## Selección nacional

### Categorías inferiores
Ha sido convocado por la selección sub-20 de Panamá para disputar el Torneo Uncaf Sub-19 de 2022 en donde jugó 4 partidos quedando en tercer lugar y el Campeonato Sub-20 de la Concacaf de 2022 en donde jugó 5 partidos llegando hasta los octavos de final.

### Selección absoluta
Su debut con la selección absoluta el 12 de marzo de 2023 en el empate contra Guatemala en el PayPal Park en un partido amistoso en los Estados Unidos en donde fue suplente y entró al minuto 61 por Jorge Serrano.

### Participaciones en selección nacional
| Copa                        | Categoría | Sede     | Resultado        | Partidos | Goles |
| --------------------------- | --------- | -------- | ---------------- | -------- | ----- |
| Torneo Uncaf Sub-19 de 2022 | Sub-20    | Belice   | Tercer lugar     | 4        | 0     |
| Campeonato Sub-20 2022      | Sub-20    | Honduras | Cuartos de final | 5        | 0     |

## Clubes
| Club                | País   | Año         |
| ------------------- | ------ | ----------- |
| San Francisco FC II | Panamá | 2021 - 2024 |
| Veraguas United FC  | Panamá | 2025 - act. |

## Palmarés

### Títulos nacionales
| Título            | Club                | País   | Año  |
| ----------------- | ------------------- | ------ | ---- |
| Conferencia Oeste | San Francisco FC II | Panamá | 2024 |